# New Abbey Mill

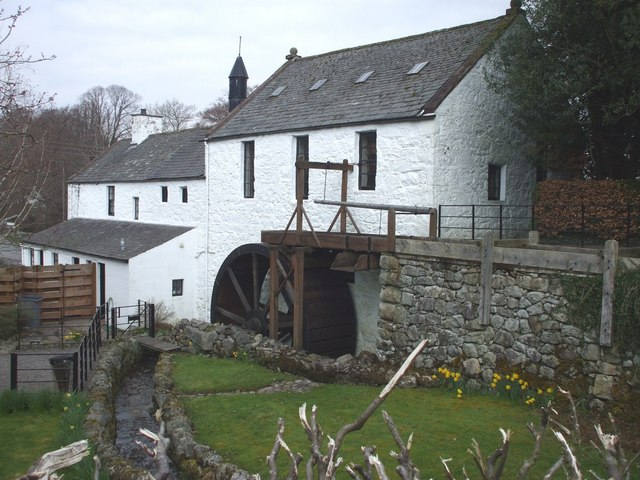
New Abbey Mill

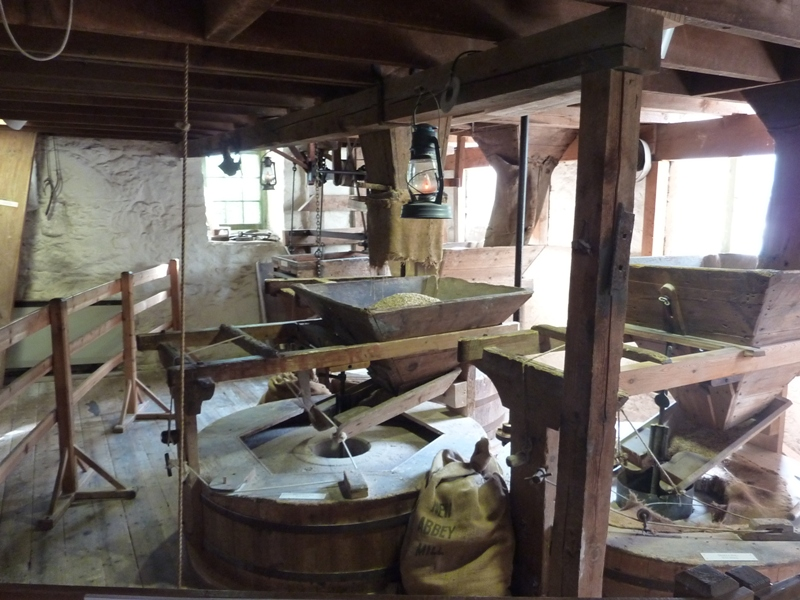
Maschinerie im Innenraum

Die New Abbey Mill, auch New Abbey Corn Mill, ist eine Wassermühle in der schottischen Ortschaft New Abbey in der Council Area Dumfries and Galloway. 1971 wurde das Bauwerk in die schottischen Denkmallisten in der höchsten Denkmalkategorie A aufgenommen. Des Weiteren ist es Teil eines Denkmalensembles der Kategorie A. Des Weiteren war die Mühle als Scheduled Monument klassifiziert. Diese Einstufung wurde jedoch 2017 aufgehoben.

## Geschichte
Die heutige New Abbey Mill stammt aus dem mittleren bis späten 18. Jahrhundert. Sie wurde auf Geheiß von C. Stewart of Shambellie zur Deckung des lokalen Bedarfs erbaut. Es ist jedoch sehr wahrscheinlich, dass die Zisterziensermönche der nahegelegenen Sweetheart Abbey bereits früher eine Mühle am Standort betrieben. So wird in einer Eintragung aus dem Jahre 1559 die Getreidemühle von Lochkindeloch erwähnt, woraus der heutige Standort der New Abbey Mill abgeleitet wird. Die noch heute lokal gängige Bezeichnung der Mühle als Monksmill („Mönchsmühle“) erhärtet die Vermutung. Im Laufe des 19. Jahrhunderts wurde das Bauwerk umfassend umgestaltet. Nach Einstellung des Betriebs wurde die Mühle im späteren 20. Jahrhundert restauriert. Sie ist heute im Besitz von Historic Scotland und kann als Mühlenmuseum besichtigt werden.

## Beschreibung
Die Mühle liegt an der Hauptstraße von New Abbey (A710) am Westrand der Ortschaft an dem Bach New Abbey Pow, einem rechten Zufluss des Nith. Sie besteht aus zwei zusammenhängenden, zweistöckigen Gebäudeteilen, von denen der nördliche, in welchem die Darre untergebracht ist, niedriger ist. Südöstlich der Mühle befindet sich der See Loch Kindar. Aus diesem fließt ein Bach ab, welcher das Wasserrads antreibt. Zu einem Fischteich aufgestaut fließt er dann in den New Abbey Pow ab. Das oberschlächtige Wasserrad durchmisst 4,42 m bei einer Breite von 1,52 m. Zum Antrieb sind Zellen in dem hölzernen Rad fixiert, das durch Metallbänder verstärkt wurde. Die innenliegende Maschinerie ist weitgehend erhalten und wurde restauriert. Die Getreidemühle verfügt über drei Paare von Mahlsteinen.
Der Boden der angeschlossenen Darre besteht aus perforierten gusseisernen Platten, die auf einem schmiedeeisernen Gerüst ruhen. Vom darunterliegenden Darrofen führt ein sich verjüngender, ausgemauerter Kamin unter den Darrboden. Die Abluft wird durch einen Kamin mit konischem Abschluss geführt, der mit einer Wetterfahne in Form eines Fisches schließt.